# Aeroespacio

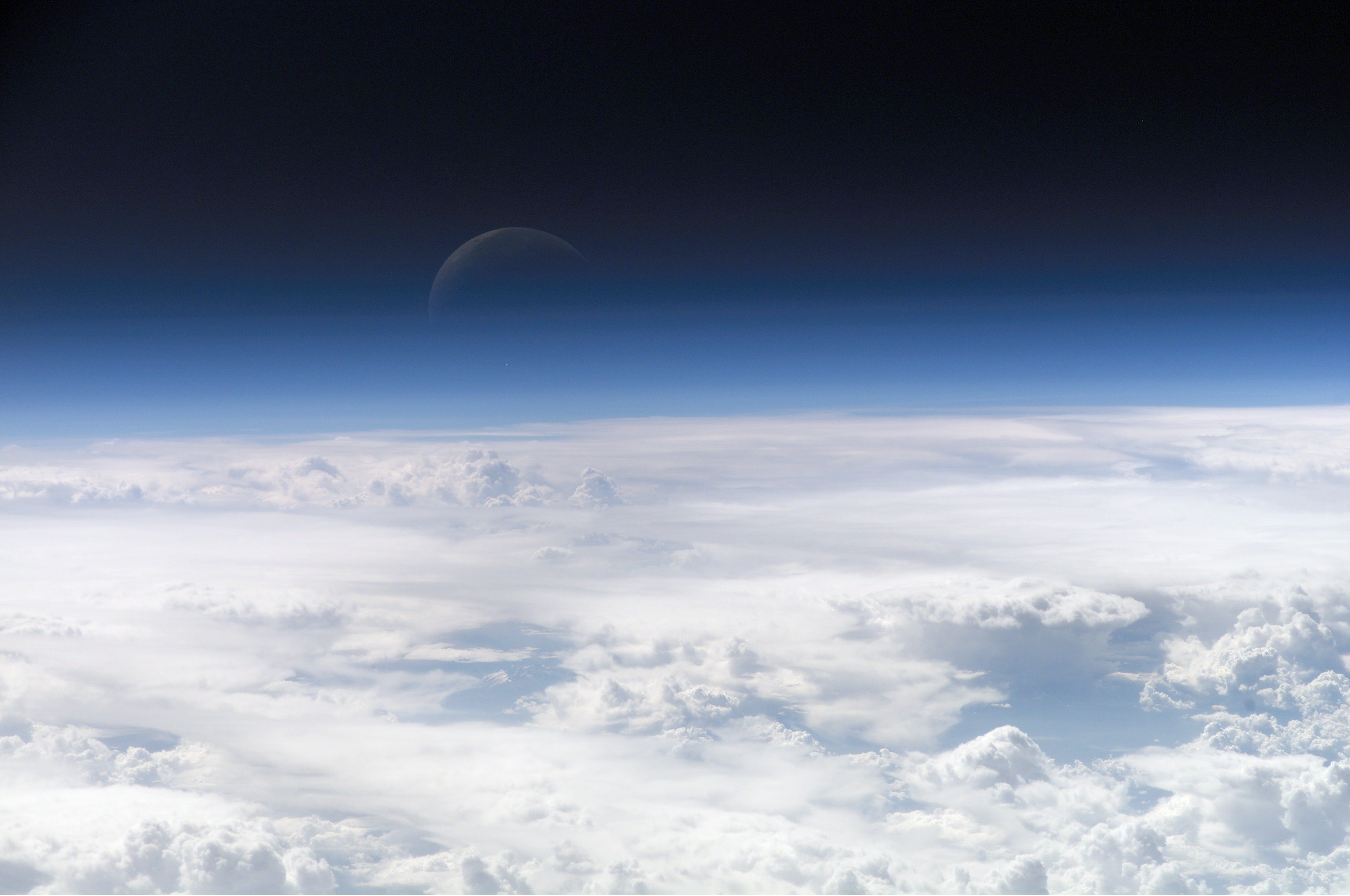
Vista de la atmósfera de la Tierra con la Luna de fondo

La tecnología aeroespacial o aeroespacio, es un término utilizado para referirse a la atmósfera y el espacio exterior como conjunto. La actividad aeroespacial aeroespacial es muy diversa, con múltiples aplicaciones comerciales, industriales y militares. La ingeniería aeroespacial está compuesta por la aeronáutica y la astronáutica. Las organizaciones aeroespaciales investigan, diseñan, fabrican, operan, mantienen y reparan tanto aeronaves como naves espaciales.
El comienzo del espacio y el final de la atmósfera se proponen a 100 kilómetros (62 millas) sobre el suelo, de acuerdo a la explicación física de que la densidad del aire es demasiado baja para que un cuerpo que se está elevando genere una fuerza de sustentación significativa, sin exceder la velocidad requerida para permanecer en órbita. Este límite es conocido como la Línea de Kármán.

## Visión general
En países más industrializados, la industria aeroespacial es una cooperación entre industrias públicas y privadas. Por ejemplo, varios países tienen un programa espacial con financiamiento gubernamental a través de impuestos, como la NASA en los Estados Unidos, ESA en Europa, la CSA en Canadá, ISRO en India, JAXA en Japón, Roscosmos en Rusia, CNSA en China, SUPARCO en Pakistán, Agencia Espacial Iraní en Irán, y KARI en Corea del Sur.
Junto con estos programas espaciales públicos, muchas compañías fabrican componentes y herramientas técnicas como naves espaciales y satélites. En los programas espaciales, algunas compañías participantes son Boeing, Grupo de Airbus, SpaceX, Lockheed Martin, MacDonald Dettwiler y Northrop Grumman. Estas empresas también participan en otras áreas del sector aeroespacial, como la construcción de aviones.

## Historia
En el siglo XIX fueron creadas la Sociedad Aeronáutica de Gran Bretaña (1866), la Sociedad Estadounidense de Cohetes, y el Instituto de Ciencias Aeronáuticas, todo lo cual hizo de la aeronáutica una disciplina científica más seria. Aviadores como Otto Lilienthal, quién introdujo el perfil alar combado en 1891, utilizó planeadores para analizar las fuerzas aerodinámicas. Los hermanos Wright estuvieron interesados en el trabajo de Lilienthal y leyeron varias de sus publicaciones. Ellos encontraron inspiración también en Octave Chanute, un aviador y el autor de Progreso en Volar Máquinas (1894). Fue el trabajo preliminar de George Cayley, Lilienthal, Chanute y otros primeros ingenieros aeroespaciales lo que posibilitó el primer vuelo sostenido con motor realizado por los hermanos Wright en Kitty Hawk, Carolina del Norte, el 17 de diciembre de 1903. 
La guerra y la ciencia ficción inspiraron a científicos e ingenieros como Konstantin Tsiolkovsky y Wernher von Braun para conseguir volar más allá de la atmósfera. La Segunda Guerra Mundial inspiró a von Braun para crear el cohete V2. 
El lanzamiento del satélite soviético Sputnik, el 1 de octubre de 1957, dió inicio a la Carrera Espacial, y el 20 de Julio de 1969 la Apolo 11 logró el primer aterrizaje tripulado en la Luna. En abril de 1981, con el lanzamiento del transbordador espacial Columbia se inició el acceso tripulado regular al espacio orbital. Una presencia humana prolongada en el espacio orbital comenzó con la estación espacial rusa Mir en 1986 y es continuada actualmente por la Estación Espacial Internacional. El turismo espacial y el uso comercial del espacio son las propuestas más recientes en la actividad aeroespacial.

## Fabricación
La fabricación aeroespacial es una industria de alta tecnología que produce "aeronaves, misiles guiados, vehículos espaciales, motores de aeronaves, unidades de propulsión y piezas relacionadas". La mayor parte de la industria está orientada al trabajo gubernamental.
En los Estados Unidos, el Departamento de Defensa y la Administración Nacional de Aeronáutica y el Espacio (NASA) son los dos consumidores más grandes de productos y tecnología aeroespaciales. Otros incluyen la gran industria de las aerolíneas. Los principales fabricantes aeroespaciales son Boeing, United Technologies Corporation, SpaceX, Northrop Grumman y Lockheed Martin.
Lugares importantes de la industria aeroespacial civil en todo el mundo incluyen el estado de Washington (Boeing), California (Boeing, Lockheed Martin, etc.); Montreal, Canadá (Bombardier, Pratt & Whitney Canadá); Toulouse, Francia (EADS de Airbus); Hamburgo, Alemania (EADS de Airbus); y São José dos Campos, Brasil (Embraer), Querétaro, México (Bombardier Aerospace, General Electric Aviation) y Mexicali, México (United Technologies Corporation, Gulfstream Aerospace).
En la Unión Europea, empresas aeroespaciales como Airbus SE, Safran, Thales, Dassault Aviation, Leonardo y Saab AB representan una gran parte de la industria aeroespacial mundial y del esfuerzo de investigación, con la Agencia Espacial Europea como uno de los mayores consumidores de tecnología y productos aeroespaciales.
En la India, Bangalore es un importante centro de la industria aeroespacial, donde tienen su sede Hindustan Aeronautics Limited, los Laboratorios Aeroespaciales Nacionales y la Organización India de Investigación Espacial (ISRO), que lanzó en octubre el primer orbitador lunar de la India, Chandrayaan-1, en octubre de 2008.
En Rusia, compañías aeroespaciales grandes como Oboronprom y la Empresa de Edificio de Aeronave Unida (abarcando Mikoyan, Sukhoi, Ilyushin, Tupolev, Yakovlev, y Irkut cuál incluye Beriev) es entre los jugadores globales importantes en esta industria. La Unión Soviética histórica era también la casa de una industria aeroespacial importante.
El Reino Unido anteriormente intentado para mantener su industria aeroespacial grande propia, haciendo sus aviones propios y aviones de combate, pero ha en gran parte giró su parcela encima a esfuerzos cooperativos con compañías continentales, y ha convertido en un cliente de importación grande, también, de países como los Estados Unidos. Aun así, el Reino Unido tiene un sector aeroespacial muy activo, incluyendo el segundo defensa más grande contratista en el mundo, BAE Sistemas, suministrando aeronave reunida plenamente, componentes de aeronave, sub-asambleas y sub-sistemas a otros fabricantes, ambos en Europa y en todo el mundo.
Canadá ha anteriormente fabricó algunos de sus diseños propios para aviones de combate de jet, etc. (p. ej. el CF-100 luchador), pero para algunas décadas,  ha confiado en importaciones de los Estados Unidos para llenar estas necesidades. Aun así Canadá fabricaciones quietas algunos aviones militares a pesar de que son generalmente no combatir o aviones de luchador.
Francia ha continuado hacer sus aviones de combate propios para su fuerza de aire y navy, y Suecia continúa hacer sus aviones de combate propios para la Fuerza de Aire sueca—especialmente en soporte de su posición como país neutro. (Ve Saab AB.) Otros países europeos cualquier equipo arriba en hacer luchadores (como el Panavia Tornado y el Tifón de Eurofighter), o más para importarles de los Estados Unidos.
Pakistán tiene una industria de ingeniería aeroespacial en desarrollo. La Ingeniería Nacional y Comisión Científica, Khan Laboratorios de Búsqueda y Pakistán el complejo Aeronáutico es entre las organizaciones de premier implicaron en búsqueda y desarrollo en este sector. Pakistán tiene la capacidad de diseñar y la fabricación guio cohetes, misiles y vehículos espaciales. La ciudad de Kamra es en casa al Pakistán Aeronáutico Complejo cuál contiene varias fábricas. Esta facilidad es responsable para fabricar el MFI-17, MFI-395, K-8 y JF-17 aeronave de Trueno. Pakistán también tiene la capacidad para diseñar y fabricar ambos armado y desarmado unmanned vehículos aéreos.
En la república de las Personas de China, Beijing, Xi'un, Chengdu, Shanghái, Shenyang y Nanchang es fabricación y búsqueda importantes centros de la industria aeroespacial. China ha desarrollado una capacidad extensa para diseñar, prueba y producir aeronave militar, misiles y vehículos espaciales. A pesar de la anulación en 1983 del Shanghái experimental Y-10, China todavía está desarrollando su industria aeroespacial civil.
La industria de partes de la aeronave nació fuera de la venta de segundo-mano o partes de aeronave utilizada del sector de fabricación aeroespacial.  Dentro de los Estados Unidos allí es un proceso concreto que partes brokers o resellers tiene que seguir.  Esto incluye leveraging una estación de reparación certificada para revisar y "etiqueta" una parte. Esta certificación garantiza que una parte estuvo reparada o revisado para conocer OEM especificaciones.  Una vez una parte está revisada su valor está determinado del suministro y demanda del mercado aeroespacial.  Cuándo una aerolínea tiene una aeronave en la tierra, la parte que la aerolínea requiere para conseguir el avión atrás al servicio deviene inestimable.  Esto puede conducir el mercado para partes concretas.  Hay varios mercados en línea que asiste con la mercancía que vende de partes de aeronaves.
En la industria aeroespacial y de defensa ha habido mucha consolidación sobre el último par de décadas. Entre 1988 y 2011, en todo el mundo más de 6068 adquisiciones y fusiones con un valor conocido total de 678 bil. USD fueron anunciadas. Las transacciones más grandes han sido: la adquisición de Goodrich Empresa por United Technologies Corporation por 16.2 bil. USD en 2011, la señal Aliada fusionada con Honeywell en un intercambio accionarial valorado en 15.6 bil. USD en 1999, la fusión de Boeing con McDonnell valorada en 13.4 bil. USD en 1996, Marconi Sistemas Electrónicos, una filial de GEC, fue adquirida por British Aerospace por 12.9 bil. USD en 1999 (ahora se llama BAE Systems), y Raytheon adquirió Hughes Aircraft por 9.5 bil. USD en 1997.

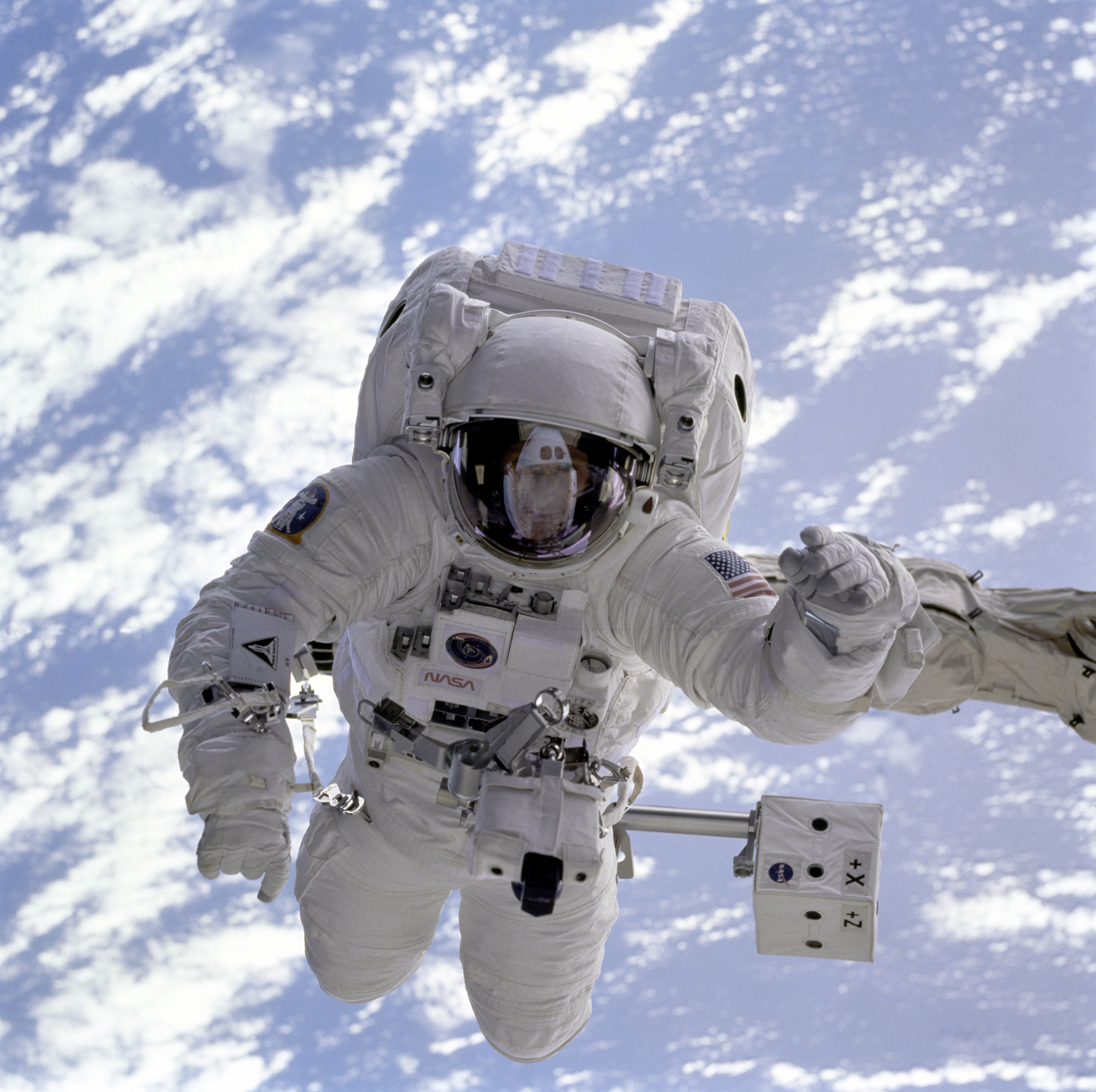
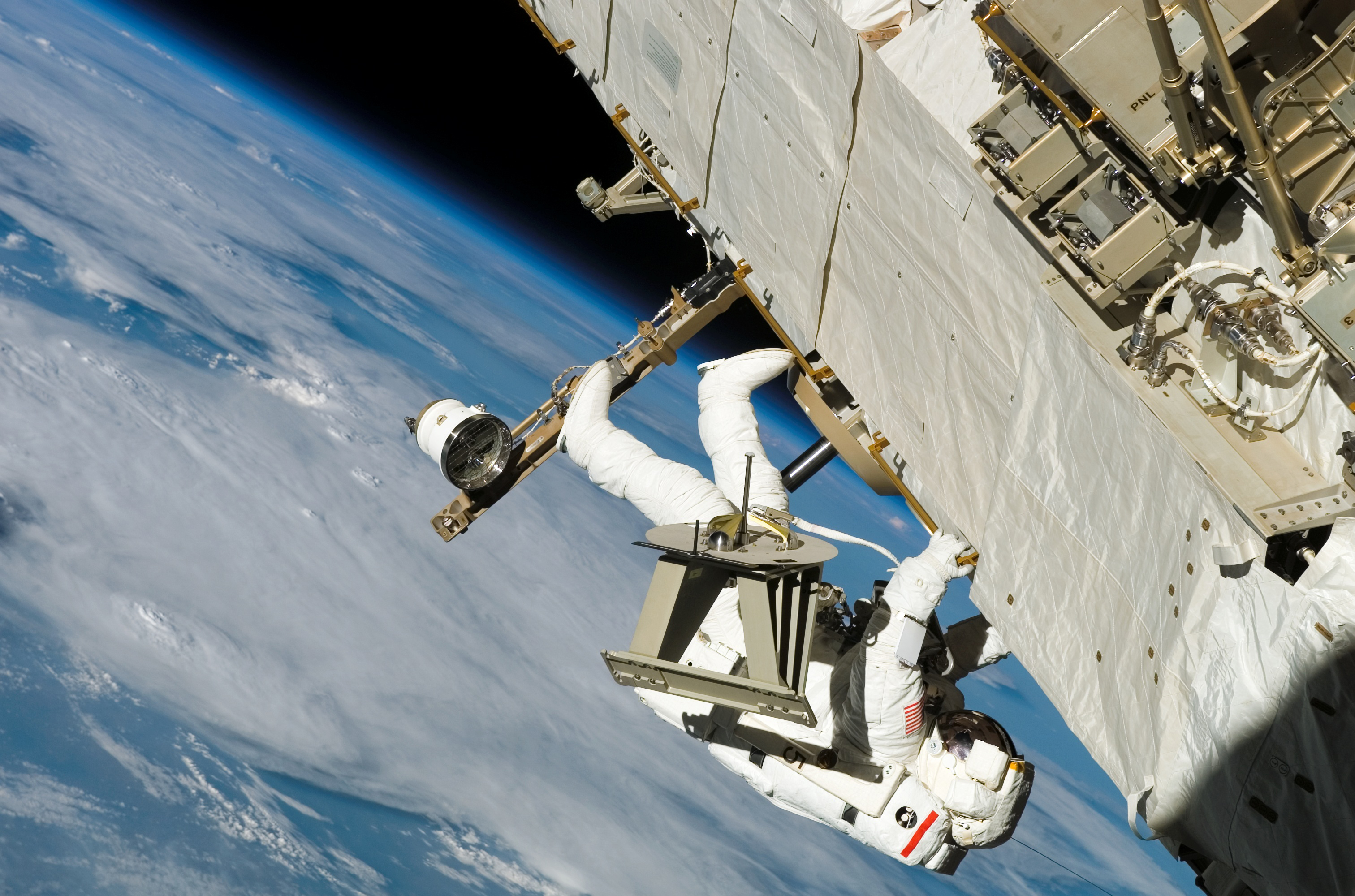

## Seguridad funcional
La seguridad funcional relaciona a una parte de la seguridad general de un sistema o una pieza de equipamiento. Implica que el sistema o el equipamiento pueden ser operados correctamente y sin causar cualquier peligro, riesgo, daño o daño.
La seguridad funcional es crucial en la industria aeroespacial, el cual deja no compromises o negligencia. Al respecto, cuerpos supervisores, como la Agencia de Seguridad de Aviación europea (EASA
), regular el mercado aeroespacial con estándares de certificación estricta. Esto está significado para lograr y asegurar el nivel posible más alto de seguridad. Los estándares AS 9100 en América, EN 9100 en el mercado europeo o JISQ 9100 en Asia particularmente dirige el aeroespacial e industria de aviación. Estos son estándares aplicando a la seguridad funcional de vehículos aeroespaciales. Algunas compañías son por tanto especializadas en la certificación, verificación de inspección y probando de los vehículos y partes de sobra para asegurar y atestiguar conformidad con los controles apropiados.

## Spinoffs
Spinoffs se refiere a cualquier tecnología que es un resultado directo de codificación o productos creados por la NASA y rediseñados para un propósito alternativo. Estos adelantos tecnológicos son uno de los resultados primarios de la industria aeroespacial, con $5.2 mil millones de valor de los ingresos generados por spinoff de tecnología, incluyendo ordenadores y dispositivos celulares. Estos spinoffs tener aplicaciones en una variedad de los campos diferentes que incluyen medicina, transporte, energía, bienes de consumidor, seguridad pública y más. NASA publica un informe anual llamado “Spinoffs”, considerando muchos de los productos concretos y beneficios a las áreas antedichas en un esfuerzo para destacar algunos de las maneras que financian está puesto para utilizar. Por ejemplo, en la edición más reciente de esta publicación, “Spinoffs 2015”, endoscopes está presentado cuando uno del médico derivations de consecución aeroespacial. Este dispositivo habilita más preciso y posteriormente costado-eficaz neurosurgery por reducir complicaciones a través de un minimally invasive procedimiento que abrevia hospitalización.